# Archivo Histórico Provincial de Pontevedra
El Archivo Histórico Provincial de Pontevedra es un archivo español de titularidad estatal y gestión transferida desde 1989 a la Comunidad Autónoma de Galicia.
Depende orgánicamente de la Jefatura Territorial de la Consejería de Cultura, Educación y Ordenación Universitaria en Pontevedra y, funcionalmente, de la Subdirección General de Archivos, dentro de la Secretaría General de Cultura. Actualmente, custodia más de 11 kilómetros de documentos, procedente de todos los ámbitos y sectores de la provincia de Pontevedra. Presta servicio al público, a la administración y a los investigadores.

## Localización
El Archivo Histórico Provincial de Pontevedra tiene su sede en un edificio histórico, la Casa de los Fonseca, situado en el número 4 del Paseo de Colón, entre A Moureira y el Ensanche, en el centro de Pontevedra.

## Historia
Fue en 1931 cuando la administración general del Estado decidió crear los archivos  históricos provinciales. El Archivo Histórico de Pontevedra tiene su origen en el Decreto de 12 de noviembre de 1931 del Ministerio de Instrucción Pública y Bellas Artes sobre régimen y denominación de los Archivos Históricos de Protocolos e Históricos Provinciales. El archivero de la Delegación de Hacienda y director de la Biblioteca Pública Provincial, Enrique Fernández Villamil y Alegre, procedió a dar los primeros pasos para su creación. El Archivo fue constituido como tal en 1932, cuando el patronato rector celebró su primera reunión, y empezó a recibir fondos a partir de 1934. En ese año ingresó el primer protocolo en el Archivo, que se ubicó en un local provisional cedido por la Delegación Provincial de Hacienda.
Debido a la falta de espacio en su sede provisional inicial el Archivo Histórico se trasladó en 1940 al Instituto Nacional de Enseñanza Media. Este cambio permitió la incorporación de casi todos los antiguos protocolos notariales de la provincia, algunos fondos particulares y el archivo municipal de Tuy.
En 1955 el Ministerio de Educación adquirió la Casa de los Fonseca, a donde el Archivo Histórico Provincial de Pontevedra trasladó a su sede definitiva en 1960, tras haber sido adaptado este edificio histórico para tal fin, siendo la directora Raquel Lesteiro. El histórico edificio acogió también hasta 1987 la Biblioteca Pública del Estado en Pontevedra.
En 1985 el Archivo Histórico de Pontevedra fue declarado Bien de Interés Cultural.
En abril de 2024 el Gobierno de España licitó el proyecto para la reforma del edificio conventual y el traslado del Archivo al antiguo convento de San Francisco, situado en el centro histórico de Pontevedra, debido a la acuciante falta de espacio en la Casa de los Fonseca. El estudio de arquitectura Aybar y Mateos diseñará la rehabilitación, cuyo proyecto definitivo se presentará en 2025 para licitar las obras en 2026. Los arquitectos Camila Aybar y Juan José Mateos buscan adaptar el edificio a su nuevo uso manteniendo su carácter y evitando cambios en su imagen exterior. Las principales intervenciones se centran en el patio y los forjados, reorganizando los espacios desordenados y mejorando su funcionalidad. El diseño propone una envolvente pasiva, destacando el patio como eje central y energético del edificio. La entrada principal se trasladará a la calle Pasantería y la plaza de la Estrella. El interior se reorganizará para aumentar la superficie útil en más de un 25%, mediante nuevos forjados y una planta adicional, sin afectar la fachada. El edificio se dividirá en dos zonas: una pública hacia el oeste, junto al nuevo acceso, y otra reservada al este, junto a la iglesia gótica de San Francisco. El patio se convertirá en el corazón organizativo del conjunto.

## Objetivos y funciones
El Archivo Histórico Provincial de Pontevedra se encarga de recoger, organizar, conservar y difundir la documentación generada por organismos e instituciones públicas o privadas de ámbito provincial en el ejercicio de sus funciones y es además el lugar donde se conservan dichos fondos documentales para servir de apoyo a la gestión administrativa, a la información, a la investigación y a la cultura.
El archivo responde a la tipología de archivo intermedio e histórico y administrativo y el ámbito territorial que abarca es el de la provincia de Pontevedra. Forma parte del Sistema de Arquivos de Galicia y del Sistema Estatal de Archivos.

## Fondos documentales
El Archivo Histórico Provincial de Pontevedra tiene una dimensión cultural fundamental, ya que conserva documentos históricos de gran valor. El archivo guarda además documentos que registran las acciones de instituciones y personas, proporcionando no solo información, sino también evidencias legales que reflejan los derechos y obligaciones de los ciudadanos.
Sus fondos incluyen más de 8.000 libros y más de 30.000 cajas y legajos, ocupando más de 4.500 metros lineales de estanterías, las cuales están completamente llenas desde 2007 y no pueden ampliarse. Además, cuenta con una biblioteca auxiliar. En total el archivo conserva casi 69.000 documentos, cuyos ejemplares más antiguos datan del siglo XIV.
El Archivo Histórico Provincial de Pontevedra conserva dos tipos de fondos: los de carácter público, generados por diversas Administraciones locales y provinciales, y los de carácter privado, creados y recopilados por personas físicas o jurídicas en el transcurso de sus actividades.
El archivo alberga documentos antiguos que datan del siglo XIV, en concreto un registro de la Encomienda de Beade de la Orden de San Juan de Jerusalén. Entre sus fondos se encuentra también una bula papal de Inocencio II del año 1694, que aún conserva su sello colgante de plomo.
Otros valiosos documentos incluyen los Libros de Fueros de 1572 y 1577, así como el Catastro del Marqués de la Ensenada de 1752, tratado por el Centro Nacional de Restauración. Entre los fondos se encuentra también documentación de antiguos órganos del Movimiento, como la Sección Femenina, el Frente de Juventudes y el Auxilio Social.

## Edificio
La sede del Archivo Histórico Provincial se encuentra en la Casa de los Fonseca, un edificio neoclásico destacado por su arquitectura y las dos esfinges de piedra que flanquean su entrada. Construida entre 1909 y 1910 por encargo del empresario Eulogio Fonseca, la casa inicialmente albergó la logia masónica Marco Aurelio. Conocida como La Dórica, fue residencia de Eulogio Fonseca hasta su muerte en 1924 y luego de su hijo Luis Fonseca, convirtiéndose en un centro de encuentro de la sociedad de la época antes de ser vendida debido a los altos costos de mantenimiento.
En 1955, el Ministerio de Educación Nacional adquirió el edificio y, a partir de 1960, se convirtió en la sede del Archivo Histórico y la Biblioteca Pública Provinciales. Tras reformas realizadas entre 1993 y 1996, el edificio quedó exclusivamente como sede del Archivo Histórico Provincial de Pontevedra. Destaca por su pórtico de ocho columnas toscanas y un frontón triangular con una ventana semicircular, reflejo del simbolismo masónico.
La Casa de los Fonseca es una representación del estilo neoclásico con elementos de eclecticismo e historicismo, evocando templos clásicos como la iglesia de la Madeleine de París. La estructura incluye dos plantas y un ático, con una notable sala noble detrás del frontispicio utilizada originalmente para reuniones masónicas. La entrada del edificio, adornada con esfinges y altas palmeras canarias, junto con las columnas y grifos alados, simboliza la protección y el dominio de sabiduría, características que subrayan su valor arquitectónico y cultural.